# Bitwa morska w Cieśninie Dardanelskiej (1655)
Bitwa morska w Cieśninie Dardanelskiej – starcie zbrojne, które miało miejsce 21 czerwca 1655 podczas wojny wenecko-tureckiej (1645–1669).
Bitwa stoczona została tuż przy wejściu do Cieśniny Dardanelskiej. Flota wenecka odniosła wyraźne zwycięstwo nad flotą turecką.
Wenecjanie pod wodzą Mocenigiego kontynuowali blokadę Dardaneli, by uniemożliwić Turkom odnawianie i zaopatrywanie ich floty operującej na Morzu Egejskim. Taktyka walki nie zmieniała się – stać na kotwicach i czekać aż turecka flota przepłynie, po czym uderzyć na jej straż tylną – i jak dotąd była skuteczna. Poprzedni Kapudan Pasza, Murad, został wielkim wezyrem, a na czele floty zastąpił go Mustafa. Miał on pod sobą potężną flotę złożoną ze 102 okrętów (36 żaglowców, 6 galeas i 60 galer). Turcy ustawieni byli w tradycyjne już trzy linie: najpierw żaglowce, potem, galeasy i w trzeciej linii galery. Wenecjanie mieli tylko 36 okrętów (26 żaglowców, 4 galeasy i 6 galer). Żaglowce weneckie były to w większości okręty wynajęte od Holendrów, Anglików i Francuzów.
Wkrótce po weneckim ataku na tureckie tyły jedna turecka galeasa zatonęła, a galera zapaliła się. Wiosłowe okręty Turków wycofały się z bitwy. Wówczas Wenecjanie uderzyli na tureckie żaglowce, paląc 9 i niszcząc jeszcze 2 dalsze. Sami stracili jedynie okręt David Golia, który został spalony, a oprócz tego 126 zabitych i 180 rannych. Do niewoli wzięto 358 Turków.